# Vahagni
Vahagni (en arménien Վահագնի) est une communauté rurale du marz de Lorri en Arménie. En 2008, elle compte 1 021 habitants.